# Égly
Égly é uma comuna francesa localizada a trinta e dois quilômetros ao sudoeste de Paris no departamento de Essonne na região da Ilha de França.
Seus habitantes são chamados Aglatiens.

## Geografia

### Situação
Égly está localizada a trinta e dois quilômetros ao sudoeste de Paris-Notre Dame, ponto zero das estradas da França, dezessete quilômetros ao sudoeste de Évry, quinze quilômetros ao sudoeste de Palaiseau, dois quilômetros a oeste de Arpajon, oito quilômetros ao sudoeste de Montlhéry, quatorze quilômetros ao noroeste de La Ferté-Alais, dezessete quilômetros ao nordeste de Dourdan, dezessete quilômetros ao nordeste de Étampes, dezenove quilômetros ao sudoeste de Corbeil-Essonnes, vinte e sete quilômetros ao noroeste de Milly-la-Forêt.

### Transportes

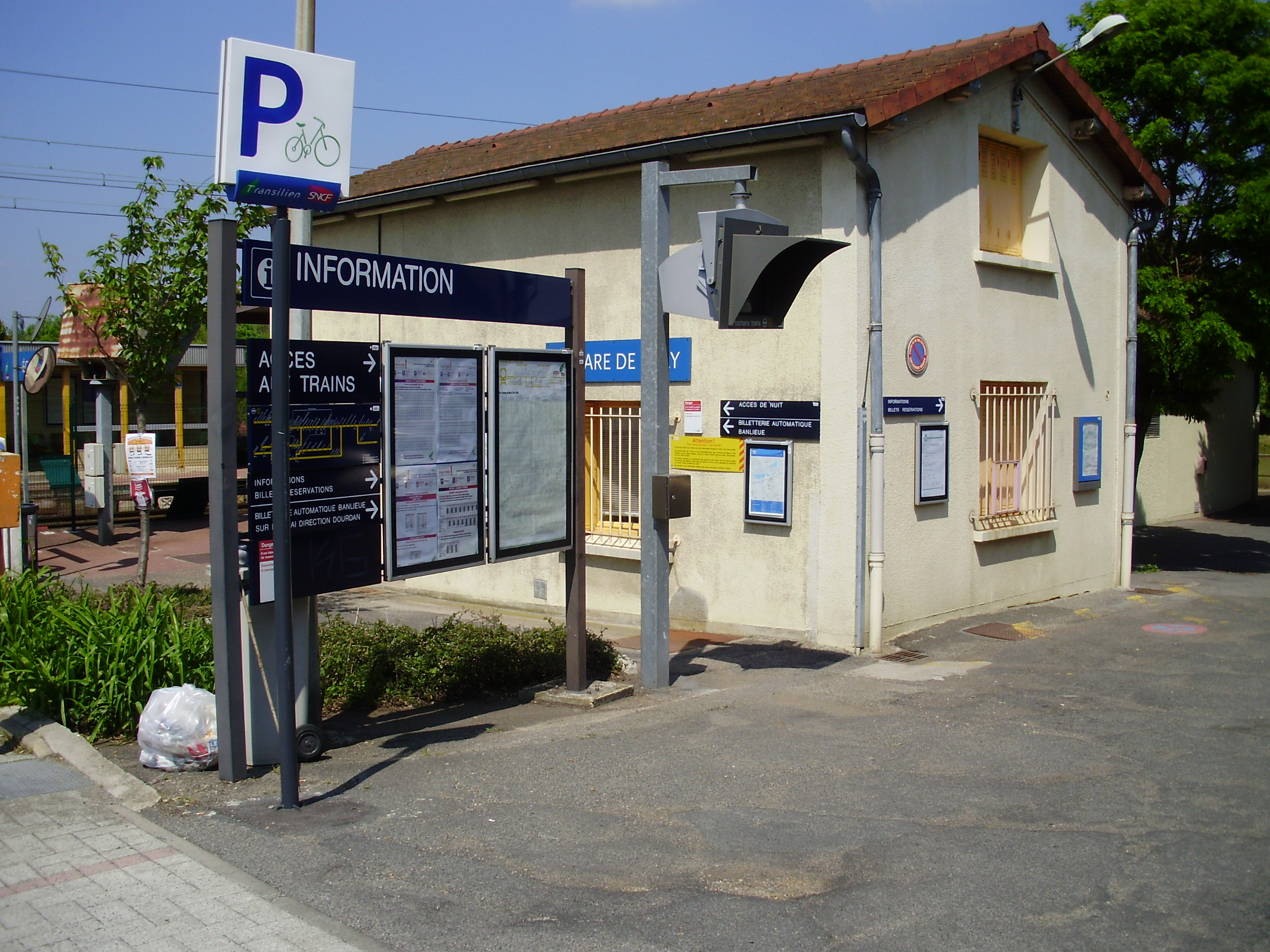
A estação de Égly.

A comuna tem em seu território a estação de Égly servida pela linha C do RER.
A estação de Arpajon (linha C do RER) também permite servir uma parte do território da comuna  (quartier Est).
A estação de Breuillet - Bruyères-le-Châtel (linha C do RER) também permite servir uma parte do território da comuna (aldeia de Villelouvette).
A commune de Égly é atravessada pela estrada nacional 20 que liga Paris à Espanha (seção Paris - Orleans), a estrada departamental 192 que liga Arpajon a Breuillet e a estrada departamental 19 no extremo sul.

### Villelouvette
Ville-Louvette ou Villelouvette foi uma fazenda de leprosário de Corbeil localizada no topo da igreja de Saint-Germain onde passa o córrego de Haudre. Foi reunida à igreja de Notre-Dame-de-Corbeil em 1604.

## Toponímia
Aggliae no século XII, Egleiae no século XII, Adgiae no século XII, E. Esgliis no século XV, Egliacum, Eglies, Alglies.
Do latim aeglati, designando uma terra fértil rodeada de sebes.
Ela foi criada em 1793 com o seu nome atual.

## História
Desde a sua origem, a história de Égly está ligada à de Boissy-sous-Saint-Yon, da qual a paróquia de Égly é no entanto distinta. Buchard de Vaugrineuse, proprietário de terras em Égly, é mencionado em um documento datado de 1100. Por volta do ano 1200, Yolande de Coucy foi senhora de Égly e Boissy. Ela doou vários hectares comunais a essas duas vilas. A partir do século XVII, os senhores de Égly foram também os de Ollainville: a família de Marillac, a Senhora duquesa de Lauzun, o sieur Boucot. Desde 1865, a comuna é servida pela linha ferroviária Paris - Tours, que vai para Dourdan e Vendôme, e a estação de Égly-Ollainville foi criada por volta de 1890. Esta vila, com vocação agrícola, contava com 300 a 350 habitantes na década de 1930 e teve uma rápida expansão a partir da Segunda Guerra Mundial. A cidade comporta hoje três áreas de habitação: o centro histórico, desenvolvido em torno da igreja e da prefeitura, os edifícios situados perto da comuna de Arpajon e a aldeia de Villelouvette.

## Cultura e patrimônio

### Patrimônio ambiental
As bordas do Orge e os bosques situados a oeste da comuna foram registradas ao título de espaços naturais sensíveis pelo Conselho geral de Essonne.

### Patrimônio arquitetônico
A torre do sino da igreja Saint-Pierre do século XIII foi registrado nos monumentos históricos em 6 de novembro de 1929.
Três antigos lavatórios, localizados ao longo do Orge, se juntam ao encanto dos lugares: o primeiro se situa logo abaixo da estrada de Dourdan, o segunda rue du Moulin e o terceiro na aldeia de Villelouvette.
O castelo de Villelouvette, dos XIX, é por si só uma curiosidade arquitetônica: foi adquirida pelo município de Montrouge em 1962.

### Personalidades ligadas à comuna
- Cédric Collet (1984- ), jogador de futebol.
- François Faillu, ciclista que participou do Tour de France.